# Komet kratka perioda
Komet kratka perioda, komet koji obiđe Sunce u vremenu kraćem od dvjesta (200) godina. Najčešće nije dalje od njega više od udaljenosti Neptunove orbite. Kometi tako kruže unutar Sunčeva sustava, višekratno prolazeći pored planeta, što im mijenja putanje. Podložni su procesu degradiranja, gdje često zbog približavanja Suncu i pratećeg porasta temperature gubi se jezgreni plinski i prašinski materijal i za posljedicu gube svoju masu.
Primjeri ove vrste kometa su Halleyjev komet i Enckeov komet.